# Mogrus fabrei
Mogrus fabrei là một loài nhện trong họ Salticidae.
Loài này thuộc chi Mogrus. Mogrus fabrei được Eugène Simon miêu tả năm 1885.